# روفوس ريد (ملحن)
روفوس ريد (بالإنجليزية: Rufus Reid)‏ هو عازف جاز وملحن أمريكي، ولد في 10 فبراير 1944 في أتلانتا في الولايات المتحدة.

## وصلات خارجية
- روفوس ريد على موقع ميوزك برينز (الإنجليزية)
- روفوس ريد على موقع أول ميوزيك (الإنجليزية)
- روفوس ريد على موقع ديسكوغز (الإنجليزية)